# 鳴上なごね
鳴上 なごね（なるかみ なごね、1997年1月2日 - ）は、日本のコスプレイヤー、グラビアアイドルである。神奈川県出身。株式会社BRAND所属。愛称は、なごね。
2023年11月現在、新宿区歌舞伎町にある深海浪漫というコンセプトカフェで働きつつ定期的に個人撮影会を開催している。

## 人物
- 趣味は酒、コスプレ、アニメや映画、ドラマの鑑賞で、好きな映画はガメラ2、シン・ゴジラである。エヴァンゲリオンとゴジラが大好きである。特技は料理、衣装制作、裁縫[3][4]。
- アニメが好きで、特にアイマスと型月が好みである。また、菊地真、モバマスCo速水奏、765箱推しでもある[5]。負けヒロインが好みでもある。
- 好きな食べ物は辛い物、焼き鳥、寿司、刺身、メロンパン、クリームソーダ、じゃがりこ。[6]
- 男性の骨ばった肘がフェチである[6]。

## 作品

### イメージDVD
- COOL BEAUTY（2023年1月27日、竹書房）
- もっと大胆に…。（2023年7月26日、スパイスビジュアル）

### デジタル写真集
- ラブポップグラビア 鳴上なごね Vol.01（2021年9月3日、PAD）[7]
- ラブポップグラビア 鳴上なごね Vol.02（2021年10月29日、PAD）[8]
- 日頃のなごね 鳴上なごね写真集（2022年1月28日、ビビットキャスト）[9]
- 日頃のなごね 鳴上なごね写真集 Chapter1（2022年2月4日、ビビットキャスト）[10]
- 日頃のなごね 鳴上なごね写真集 Chapter2（2022年2月11日、ビビットキャスト）[11]
- ラブポップグラビア 鳴上なごね Vol.03（20222年4月8日、PAD）[12]
- なごねの日常 鳴上なごね写真集（2022年5月2日、ビビットキャスト）[13]
- なごねの日常 鳴上なごね写真集 Chapter1（2022年5月2日、ビビットキャスト）[14]
- なごねの日常 鳴上なごね写真集 Chapter2（2022年5月2日、ビビットキャスト）[15]
- なごねの日常 鳴上なごね写真集 Chapter3（2022年5月2日、ビビットキャスト）[16]
- 普段のなごね 鳴上なごね写真 omnibus（2022年5月2日、ビビットキャスト）[17]
- ラブポップグラビア 鳴上なごね Vol.04（2022年5月20日、PAD）[18]
- ラブポップグラビア 鳴上なごね Vol.05（2022年7月1日、PAD）[19]
- ラブポップグラビア 鳴上なごね Vol.06（2022年9月2日、PAD）[20]